# Everything Is 4
Everything Is 4 è il quarto album discografico dell'artista statunitense Jason Derulo. L'album è stato pubblicato il 29 maggio 2015.

## Descrizione

### Etimologia
Derulo ha rivelato in un'intervista che il nome dell'album "Everything is 4" (che in italiano significherebbe "tutto è 4", ma anche "tutto è per", giocando sull'assonanza del numero quattro con l'espressione "for") non riguarda solamente il fatto che si tratta del quarto album in studio del cantante, ma ci sono anche altri significati, che ha spiegato dicendo tutto accade per una ragione, tutto è per mia mamma, tutto è per i miei fan. Tutto è per me stesso, per provare che ce la posso fare. Tutto è per il futuro. Potrei andare avanti all'infinito, ma alla fine il significato è "Tutto accade per un motivo". Poi c'è il significato del numero 4: una sedia ha quattro gambe, un tavolo anche. Sono 4 anche le stagioni, che rappresentano il cambiamento. Quindi 4 è un numero che ci segue dappertutto. Il 4 è simmetrico. Quindi, Everything is 4.

### Composizione
La prima canzone prodotta per l'album è stato il primo singolo estrattone, Want to Want Me, che Derulo ha deciso di fare singolo dopo averlo fatto ascoltare a diversi amici. Per il brano Painkiller, in collaborazione con Meghan Trainor, il cantante ha rivelato di aver deciso di fare questa collaborazione dopo aver conosciuto la cantante nel backstage di un paio di show. Invece la collaborazione con Stevie Wonder nel brano Broke è nata durante una cena alla Casa Bianca.

### Stile musicale
Il disco contiene undici tracce che mescolano sonorità pop, R&B e dance, e con delle sonorità disco/funk in certi brani come Love Me Down e Want to Want Me.

## Tracce
1. Want to Want Me - 3:27
2. Cheyenne - 3:35
3. Get Ugly - 3:20
4. Pull Up - 3:06
5. Love Like That (feat. K. Michelle)- 3:59
6. Painkiller (feat. Meghan Trainor) - 3:23
7. Broke (feat. Stevie Wonder & Keith Urban)- 3:06
8. Try Me (feat. Jennifer Lopez & Matoma)- 3:20
9. Love Me Down - 2:45
10. Trade Hearts (feat. Julia Michaels)- 3:30
11. X2CU - 5:13
12. Angel Wings (Traccia fantasma)